# Patric Draenert
Patric Draenert (* 6. září 1969 Tettnang, Německo) je bývalý německý sportovní šermíř, který se specializoval na šerm kordem. Německo reprezentoval v devadesátých letech. V roce 1993 se stal mistrem Evropy v soutěži jednotlivců. S německým družstvem kordistů získal titul mistra Evropy v roce 1991.